# 문슬기
문슬기는 대한민국의 배구 선수이다. 2011년 실업팀 양산시청에 입단하여 10여년간 실업팀에서 활약하다가 2021-22 V리그 1라운드 6순위(광주 페퍼저축은행 AI 페퍼스)로 프로에 입단하였다.